# Capilla de Nuestra Señora del Rosario de Tegua
La capilla de Nuestra Señora del Rosario de Tegua fue construida en 1696 por el alférez Miguel Fernández Montiel, cumpliendo la última voluntad de su padre -quien era devoto de la Virgen del Rosario-, y fue sede de uno de los curatos más al sur de la provincia de Córdoba. En 1748 fue remodelada. 
En 1976 fue declarada "Monumento Histórico Nacional", por Decreto N.º 1.256/76.

## Historia
En 2014 no se encontraba en buen estado de conservación, lo que motivó la preocupación pública, reclamando atender dicho problema.
La cartografía oficial actual indica la posición de la capilla de Tegua en coordenadas 32º39' Sur y 64º16' Oeste. Está ubicada en el paraje Tegua, Departamento Río Cuarto, próxima a la Ruta Nacional 36, entre las localidades de Elena y Alcira Gigena, que se encuentran al norte de la ciudad cabecera.
En el siglo XIX, en cercanías de la Capilla y del Arroyo Tegua, existía también la Posta de Tegua. Esta posta integraba el "Carril de los Chilenos", que en época del Virreinato y primeros años de la Independencia, vinculaba Córdoba con San Luis, Mendoza y Chile. La posta de Tegua se hallaba ubicada entre las postas de "Santa Bárbara" y "Corral de Barrancas".

### Restauración y reinauguración
En abril de 2018 y luego de varios años de trabajo de restauración se reinauguró y abrió al público la Capilla. El proyecto inicial de esta restauración fue realizado por la Secretaría de Arquitectura de la Provincia y ejecutado por la Agencia Córdoba Turismo, siguiendo lineamientos y sugerencias profesionales de los organismos competentes en conservación y restauración de patrimonio. Todo el proceso fue acompañado con las aprobaciones y sugerencias permanentes de la Comisión de Monumentos Históricos Nacionales. Las tareas financiadas por el Gobierno de la provincia para la recuperación y puesta en valor del lugar supusieron una inversión de 4 392 651 pesos.
Entre los trabajos llevados a cabo se cuentan los siguientes:
• Consolidación de la estructura, principalmente en la zona del nártex, donde se realizó la reconstrucción de una porción del muro imafronte, del techo, y el refuerzo estructural de la arquería de fachada.
• Consolidación y restitución de la espadaña.
• Recolocación de la campana.
• Reconstrucción de revoques deteriorados.
• Repaso de las cubiertas de techo del templo y de las dependencias.
• Restauración del altar y del retablo de madera.
• Restauración de aberturas de madera y herrería.
• Construcción de nuevos ambientes en las dependencias parroquiales.
• Instalación de un sistema de generación autónoma de electricidad mediante paneles fotovoltaicos.
• Nuevas instalaciones eléctricas y sanitarias.
• Vereda perimetral y arreglos de jardinería.
• Pintura final y terminación de detalles.
En la ceremonia de inauguración también estuvieron presentes los obispos de Río Cuarto, Adolfo Uriona y de Cruz del Eje, Ricardo Araya; además de autoridades locales y provinciales.